# Hibok-Hibok
Hibok-Hibok, zwany też Catarman – stratowulkan na wyspie Camiguin, położonej 9 km od północnego wybrzeża wyspy Mindanao, drugiej co do wielkości wyspy Filipin. Wulkan ma wysokość 1332 m n.p.m. i jest jedynym wulkanem na wyspie Camiguin. Znane są cztery historyczne erupcje wulkanu – w latach 1827, 1862, 1871-75 i 1948-53. Erupcja w 1862 pociągnęła za sobą 326 ofiar. Natomiast erupcje z lat 1871-75 stworzyły kopułę wulkaniczną zwaną Górą Wulkanem (ang. Mount Vulcan).

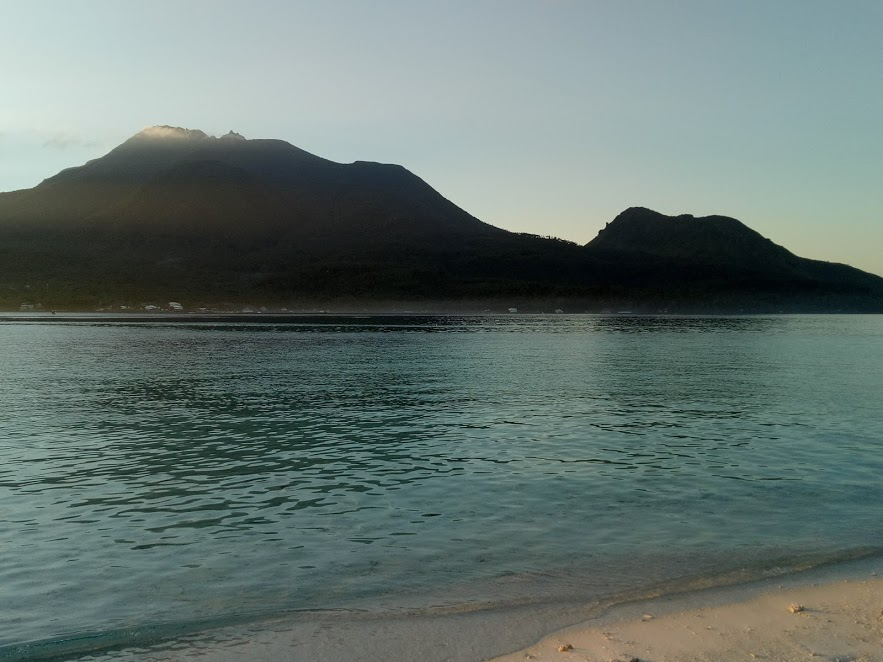
Hibok-hibok, a za nim Mount Vulcan

## Aktywność wulkanu Hibok-Hibok w latach 1948–1953
Pierwsza znacząca erupcja rozpoczęła się 1 września 1948 roku. Duży wybuch z krateru szczytowego wulkanu Hibok-Hibok, poprzedzony był tygodniem intensywnych trzęsień ziemi. Eksplozja utworzyła pióropusz erupcyjny w kształcie kalafiora i wywołała lawiny piroklastyczna w dół północno-wschodniego zbocza wulkanu niszcząc około 8 km² powierzchni wyspy. Od maja 1949 roku krater zaczął się rozrastać w wyniku wypływającej lawy. Proces ten zakończył się 4 grudnia 1951 roku kolejną większą erupcja, w wyniku której lawa dotarła do obrzeży miasta Mambajao, gdzie zginęło około 500 osób. 